# Diecezja nikopolska

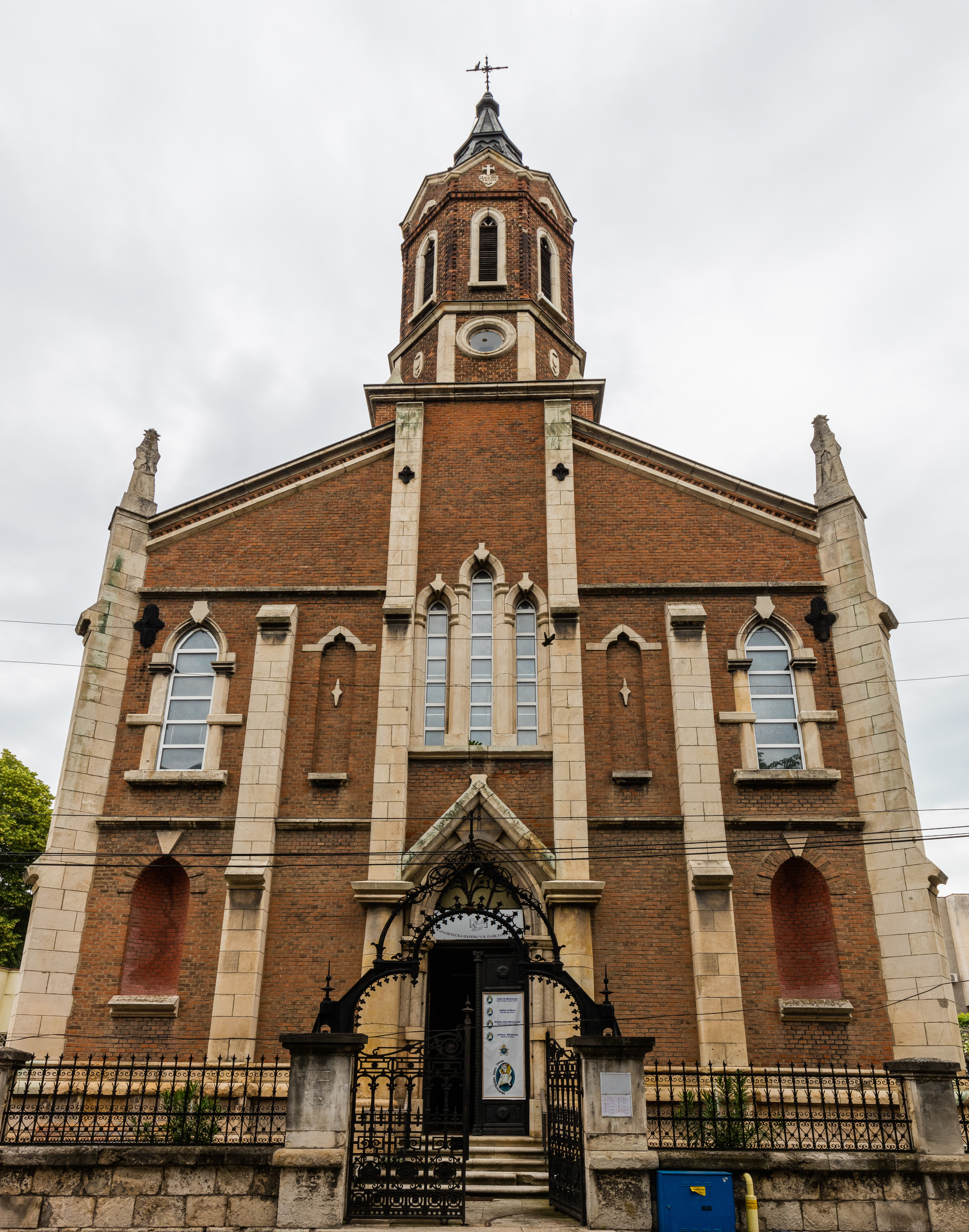
Katedra św. Pawła od Krzyża w Ruse

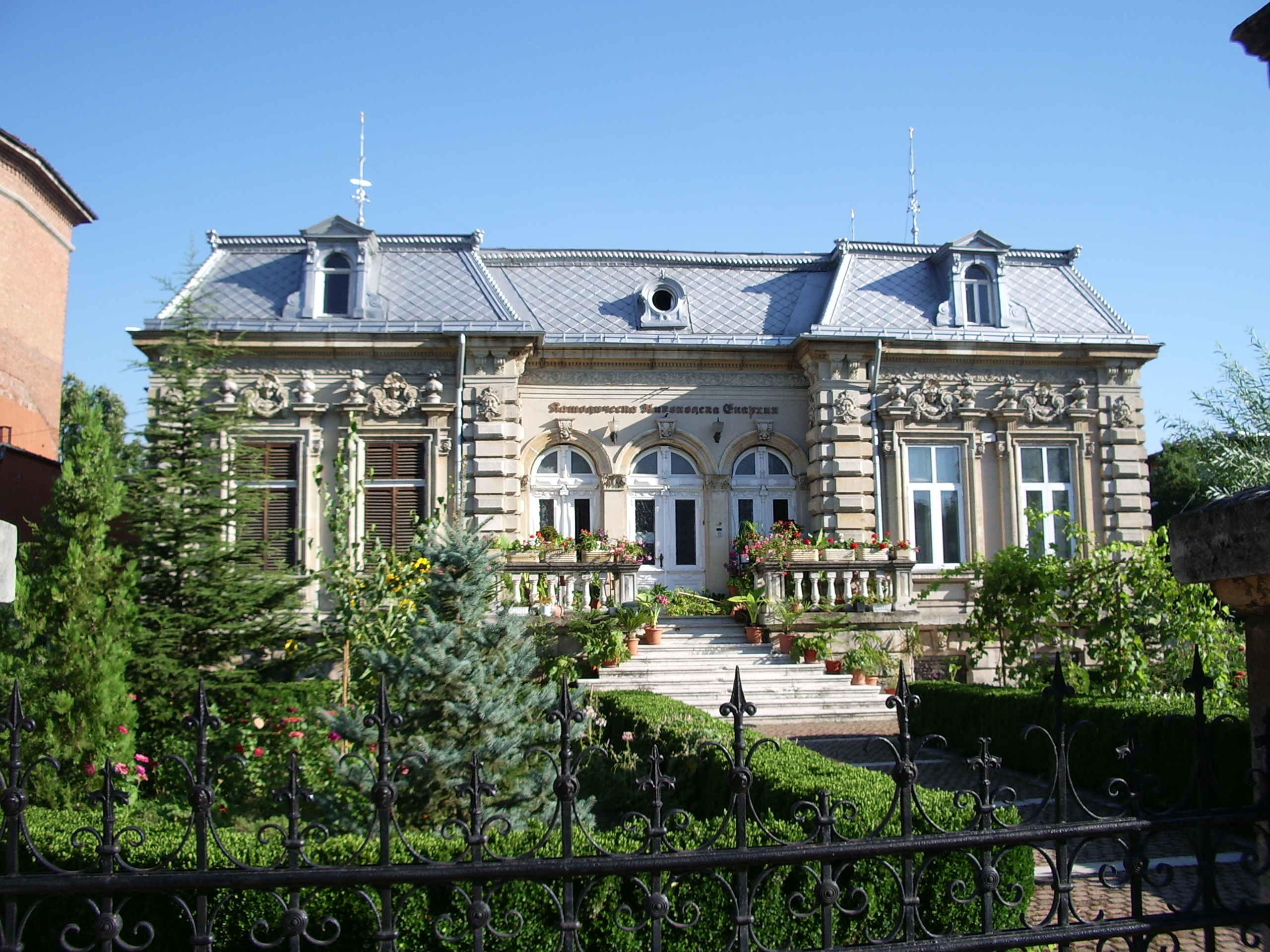
Kuria biskupia w Ruse

Diecezja nikopolska (łac. Dioecesis Nicopolitana; bułg. Никополска епархия) – jedna z 2 diecezji obrządku łacińskiego w Kościele katolickim w Bułgarii ze stolicą w Ruse. Ustanowiona diecezją w 1789 bullą papieską przez Piusa VI. Biskupstwo podlega bezpośrednio (do) Stolicy Apostolskiej.

## Historia
Diecezja nikopolska została erygowana na terenie północnej Bułgarii w 1789 bullą papieża Piusa VI. Pierwszą siedzibą ordynariusza był Nikopol, natomiast w pierwszej połowie XX wieku stolica biskupstwa została przeniesiona do Ruse.

## Biskup
- Biskup diecezjalny: bp Strachił Kawalenow (od 2021)